# Chris de Loor
Christiaan (Chris) de Loor (Leeuwarden, 8 februari 1932) is een Nederlands politicus van de PvdA.
Hij werd geboren als zoon van Dirk de Loor, destijds leraar op de Hervormde Kweekschool in Leeuwarden, later burgemeester van Delft en voor de PvdA lid van de Eerste Kamer.
Hij is afgestudeerd in de sociale geografie aan de Universiteit van Amsterdam en was daarna havo/vwo-docent aardrijkskunde in Zaandam. Daarnaast was hij actief in de lokale politiek. De Loor was in de Zaandamse gemeenteraad PvdA-fractievoorzitter voor hij in maart 1977 benoemd werd tot burgemeester van Appingedam. Eind 1989 volgde zijn benoeming tot burgemeester van Epe, wat hij tot zijn pensionering in maart 1997 zou blijven.